# Szerbiai Egyesült Régiók
A Szerbia Egyesült Régiói (szerbül Уједињени региони Србије / Ujedinjeni regioni Srbije, URS) szerbiai politikai szövetség volt, később párttá alakult. Vezetője Mladjan Dinkics, a G17 Plusz párt elnöke.

## Tagjai
- G17 Plusz
- Néppárt (2010–2012 között)
- Együtt Sumadijáért koalíció
- Pirotért Koalíció
- Bunyevác Párt
- Krajináért Élünk Mozgalom

## Története
A Mladjan Dinkics vezette G17 Plusz párt, a Maja Gojkovics vezette Néppárt, a Veroljub Sztevanovics vezette Együtt Sumadijáért koalíció és más kisebb pártok egyesülésével jött létre 2010. május 16-án. A koalíció Szerbia decentralizációját tűzte zászlajára. 2012. június 26-án Gojkovics Néppártját kizárták a szövetségből, mert a 2012-es parlamenti választások után a Demokrata Párttal kezdett koalíciós tárgyalásokat, az URS többsége pedig inkább a rivális haladó–szocialista-blokkot támogatta. A megalakult Dacsics-kormányban Mladjan Dinkics ismét pénzügyminiszter lett. 2012 decemberében bejelentették, hogy párttá alakulnak.

## Választási eredmények

### Nemzetgyűlési (Szerbia köztársasági)
| Választások | Szavazatok száma | Szavazatok aránya | Mandátumok száma | Mandátumok aránya | Parlamenti szerepe              |
| ----------- | ---------------- | ----------------- | ---------------- | ----------------- | ------------------------------- |
| 2012-es     | 215 666          | 5,51%             | 16               | 6,4%              | kormánypárt (2013-tól ellenzék) |
| 2014-es     | 109 167          | 3,04%             | 0                | 0%                | nem jutott be                   |

### Vajdaság tartományi
| Választások | Szavazatok száma | Szavazatok aránya | Mandátumok száma | Mandátumok aránya | Tartományi parlamenti szerepe |
| ----------- | ---------------- | ----------------- | ---------------- | ----------------- | ----------------------------- |
| 2012-es     | 38 965           | 4,05%             | –                | –                 | nem jutott be                 |

## Külső hivatkozások
- Honlap